# 25365 Bernreuter
25365 Bernreuter è un asteroide della fascia principale. Scoperto nel 1999, presenta un'orbita caratterizzata da un semiasse maggiore pari a 2,3373736 UA e da un'eccentricità di 0,1465573, inclinata di 6,32064° rispetto all'eclittica.